# 1000 Piazzia

1000 Piazzia

1000 Piazzia eller 1923 NZ är ett objekt i asteroidbältet. Den upptäcktes 1923 av den tyske astronomen Karl Wilhelm Reinmuth och var det tusende småplanet som numrerades. Den namngavs efter prästen och astronomen Giuseppe Piazzi som gjorde den första asteroidupptäckten 1 Ceres. Den planet Piazzia passerar närmast är Mars.
Dess radie har uppskattats till 24 kilometer och den förefaller rotera med ett varv per 9,47 timmar.

### Fotnoter
1. ↑  Discovery Circumstances: Numbered Minor Planets (1)-(5000). Läst 30 december 2013.
2. 1 2  Lutz Schmadel (1992) (på engelska). Dictionary of Minor Planet Names, Volym 1. Springer Verlag, Berlin. sid. 86. ISBN 3-540-00238-3. https://books.google.se/books?id=aeAg1X7afOoC&pg=PA86&dq=1000+Piazzia&hl=sv&sa=X&ei=_tzNUqzXHoX_ygOV5YCgBQ&ved=0CEAQ6AEwAg#v=onepage&q=1000%20Piazzia&f=false. Läst 3 maj 2015
3. 1 2 3 4 5  JPL Small-Body Database Browser. Läst 30 december 2013.
4. ↑  Stephens, Robert D. (2001). ”Rotational Periods and Lightcurves of 1096 Reunerta and 1000 Piazzia”. Minor Planets Bulletin 28:  sid. 56.